# Ephedra aurantiaca
Ephedra aurantiaca — вид гнетоподібних з родини ефедрових (Ephedraceae). Місцем проживання цього виду є Казахстан, Південний Кавказ і Туркменістан.